# اچ‌ام‌اس همپتون کورت
اچ‌ام‌اس همپتون کورت (به انگلیسی: HMS Hampton Court (1709)) یک کشتی بود که طول آن ۱۵۰ فوت (۴۵٫۷ متر) بود.